# Wuhan Three Towns
El Wuhan Three Towns Football Club (en chino tradicional, 武漢三鎮足球俱樂部; en chino simplificado, 武汉三镇足球俱乐部; pinyin, Wǔhàn Sānzhèn Zúqiú Jùlèbù) es un equipo de fútbol de China que juega en la Superliga de China.

## Nombres anteriores
- 2016-2018: Wuhan Shangwen (en chino simplificado, 武汉尚文)
- 2019–presente: Wuhan Three Towns (en chino simplificado, 武汉三镇)[1]

## Palmarés
Títulos oficiales (2)
Títulos nacionales (2)
- Superliga de China: 1

2022
- Supercopa de China: 1

2023
- China League One: 1

2021
- China League Two: 1

2020